# Волнат Ков (Северна Каролина)
Волнат Ков (енгл. Walnut Cove) град је у америчкој савезној држави Северна Каролина.

## Демографија
По попису из 2010. године број становника је 1.425, што је 40 (-2,7%) становника мање него 2000. године.
| Група             | 2000.         | 2010.         |
| Белци             | 1.151 (78,6%) | 1.121 (78,7%) |
| Афроамериканци    | 280 (19,1%)   | 260 (18,2%)   |
| Азијати           | 2 (0,1%)      | 3 (0,2%)      |
| Хиспаноамериканци | 14 (1,0%)     | 21 (1,5%)     |
| Укупно            | 1.465         | 1.425         |